# میدو ویو ادیشن (داکوتای جنوبی)
میدو ویو ادیشن (به انگلیسی: Meadow View Addition) یک منطقهٔ مسکونی در ایالات متحده آمریکا است که در شهرستان مینه‌هاها، داکوتای جنوبی واقع شده‌است. میدو ویو ادیشن ۵۳۸ نفر جمعیت دارد و ۴۳۸٫۰ متر بالاتر از سطح دریا واقع شده‌است.